# Thylakoid

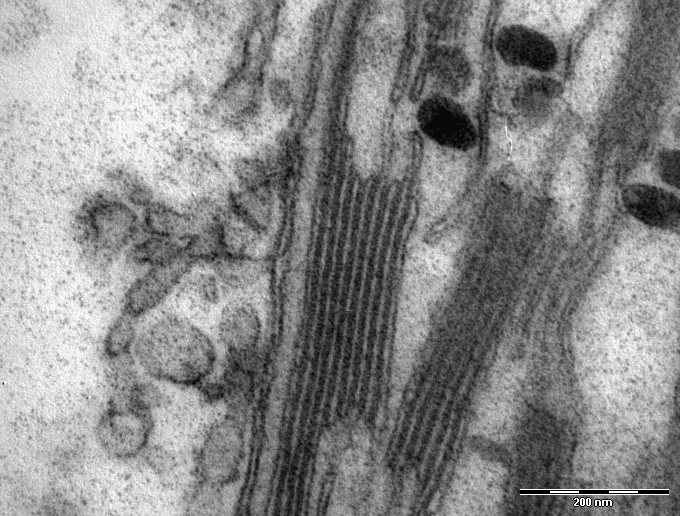
TEM-Aufnahme von Thylakoidstapeln, sogenannten „Grana“

Thylakoide (von altgriechisch θύλακος thylakos „Sack“) sind in der Biologie Membransysteme in den Chloroplasten pflanzlicher Zellen und in phototrophen Bakterien (Cyanobakterien), in denen die Lichtreaktion der Photosynthese stattfindet.
Bei phototrophen Bakterien entstehen Thylakoide aus nach innen gerichteten Einstülpungen der Cytoplasmamembran, die sich typischerweise in der Nähe von deren Innenseite befinden. Im Inneren der Chloroplasten der grünen Pflanzen entstehen die Thylakoide ebenfalls aus Membraneinstülpungen, und zwar an der inneren Chloroplastenmembran. Sie durchziehen den Chloroplasten-Innenraum, das so genannte Stroma.
Auch bei anderen pflanzlichen Plastiden, die sich von Chloroplasten ableiten lassen, kommen Thylakoide vor.

## Granum

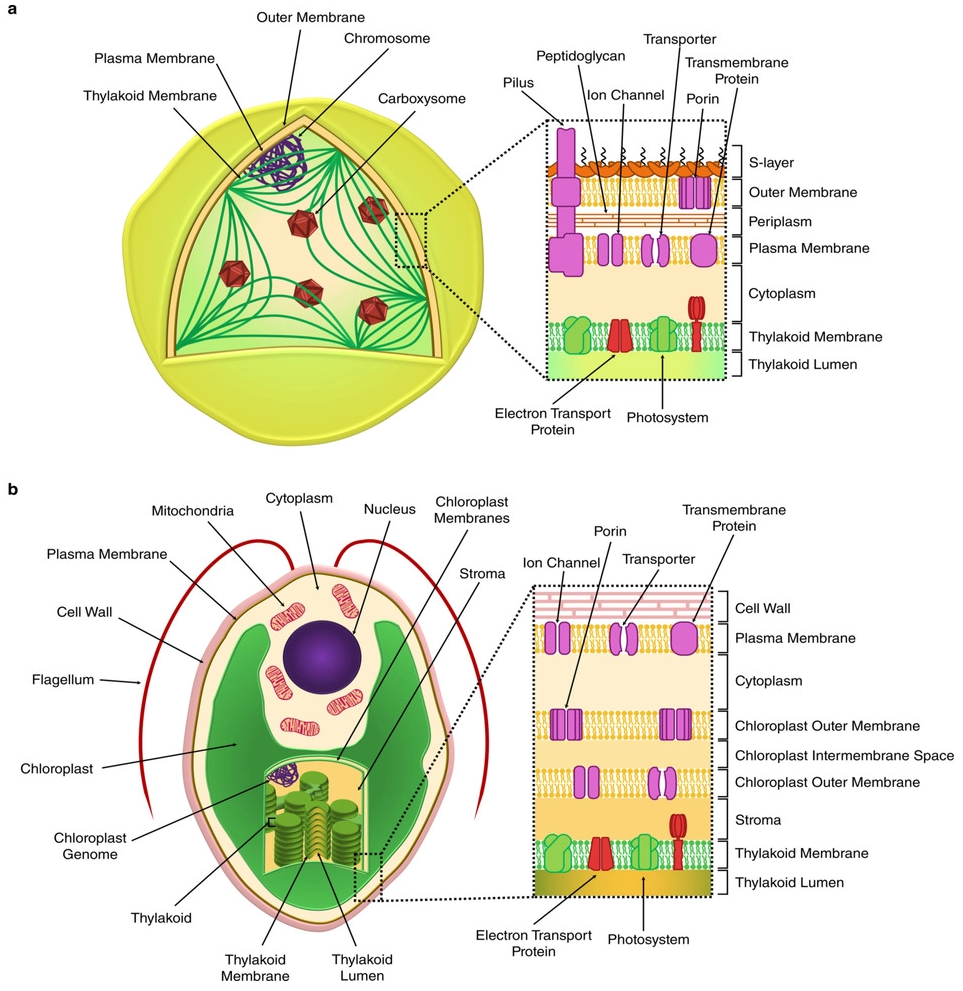
Schemazeichnung des Cyanobakteriums Synechocystis (a) und der eukaryotischen Mikroalge Chlamydomonas (b), die die Organisation der Thylakoid- und äußeren Membranen zeigt

Bei Chloroplasten werden geldrollenartige Lamellen-Stapel, die sogenannten Grana (von lateinisch granum „Korn“, plural grana), durch Übereinanderlagern von scheibenförmigen Thylakoidauslappungen gebildet. Man nennt die granabildenden Thylakoidauslappungen Granathylakoide; sie haben einen besonders hohen Pigmentgehalt. Die Thylakoidteile, die nicht in den Grana, sondern einzeln im Stroma verlaufen, bezeichnet man als Stromathylakoide; sie  enthalten weniger Pigmente und sind nicht so stark an der Lichtreaktion der Photosynthese beteiligt.

## Aufbau

Schema des Photosynthese-Apparats in einer Thylakoid-Membran
PS I, PS II: Photosystem I und II,
Cyt b_{6}f: Cytochrom-b_{6}f-Komplex,
ADP: Adenosindiphosphat, ATP: Adenosintriphosphat

Die Thylakoide bestehen aus einer Membran, die einen Innenraum, das Lumen, umschließt. In der Membran befinden sich die Lichtsammelkomplexe PS.
Die Granathylakoide enthalten in ihrer Membran besonders viele Lichtsammelkomplexe (Photosystem I und Photosystem II) und weiterhin Cytochrom-b6f-Komplexe, ATP-Synthase, Plastochinon, Plastocyanin, Ferredoxin und  NADP+-Reduktase, all dies sind Proteinmoleküle. Im Lumen befinden sich Chlorophyll-, Carotin- und Phospholipid-Moleküle. Der pH-Wert im Lumen beträgt ungefähr 4.

## Entwicklungsgeschichte
Die ältesten thylakoidtragenden Fossilien sind 1,75 Milliarden Jahre alt, und zwar die von  Cyanobakterien. Es wird diskutiert, ob die Entwicklung der Thylakoide die Effizienz der Photosynthese dieser Organismen gesteigert und somit zur Großen Sauerstoffkatastrophe beigetragen hat.